# Csendes éj (film, 2021)
A Csendes éj (eredeti cím: Silent Night) 2021-ben bemutatott amerikai–brit apokaliptikus fekete filmvígjáték, amelyet Camille Griffin írt és rendezett. A főbb szerepekben Keira Knightley, Matthew Goode, Roman Griffin Davis, Annabelle Wallis, Lily-Rose Depp, Sope Dirisu, Kirby Howell-Baptiste, Lucy Punch, Rufus Jones és Davida McKenzie látható.
A Csendes éj világpremierje 2021. szeptember 16-án volt a Torontói Nemzetközi Filmfesztiválon. Az Egyesült Királyságban és az Amerikai Egyesült Államokban 2021. december 3-án mutatták be a mozikban, az Altitude Film Distribution, illetve az AMC+ / RLJE Films forgalmazásában.

## Cselekmény
Nell és Simon házaspár minden évben karácsonyi vacsorát szervez vidéki birtokukon egykori iskolai barátaik és azok házastársai számára. Ez a karácsony különleges alkalom, amikor mindenki elegánsan öltözik, és a gyerekek káromkodhatnak. Fokozatosan kiderül, hogy egy közelgő környezeti katasztrófa miatt, amelyben egy hatalmas sodródó mérgező gázfelhő elpusztítja a legtöbb élőlényt, a brit kormány öngyilkossági tablettákat bocsátott ki, így gyorsan és könnyen meghalhatnak, mielőtt a felhő eléri Nagy-Britanniát. Az öngyilkos tablettákat a hajléktalanok és az illegális bevándorlók kivételével a teljes lakosságnak kiosztották. Nell, Simon és a többi barátjuk öngyilkossági paktumot kötöttek, hogy beveszik a tablettákat, és a gyerekeiknek adják. De míg James és barátai egységesen meghozzák a döntést, addig fiatal felesége, Sophie nemrég tudta meg, hogy terhes, és még nem tudja eldönteni, bevegye-e a tablettát.
Az éjszaka folyamán több összecsapásra is sor kerül: Kitty kap egy rá hasonlító babát, és megöleli az apját, de nem hajlandó megölelni Sandrát, hiába kéri rá; Art nevetségesnek tartja az ajándékozás tényét, ezért a felnőttekre csap le, és kirohan a szobából; Sandra elmondja Jamesnek, hogy szerette őt, amikor még iskolába jártak, és csodálkozott, miért nem szexeltek soha; Tony láthatóan feldúlt a lány beismerése miatt, és azt állítja, ő soha nem hibázott. Bella kijelenti, egyszer már szexeltek, mielőtt összejött volna Sandrával; Alex úgy érzi, kihagyják az ünnepségen, ami ahhoz vezet, hogy túl sokat iszik, és elalszik az ágyában.
Nell, Simon és gyermekeik videochatelnek Nell édesanyjával, aki külföldön van. Látja, ahogy jön a gázfelhő, ezért leteszi a telefont, és beveszi a tablettát. A beszélgetéstől a legidősebb gyermeke, Art zavartan távozik. Azt kezdi találgatni, hogy a kormány és a tudósok tévednek. Art James és Sophie felé fordul félelmei miatt. Sophie ekkor elárulja neki, terhes, és ezért nem akarja bevenni a tablettát. Art közli a szüleivel, ő nem fogja bevenni a tablettát; ez abban csúcsosodik ki, hogy egy vita után elszökik. Art hamarosan felfedez egy családot, köztük egy csecsemőt az út szélén. Halottak, és az autóban több csomag tabletta van. Art döbbenten sikoltozni kezd, miközben kis zöld tornádók pörögnek körülötte. A sikolyai révén Simon megtalálja őt, és hazaviszi.
Hazatérve a csoport rájön, elmúlt éjfél, és ideje bevenni a tablettákat. Elbúcsúzásképpen szétválnak a külön szobáikban. Art elájul, és Nell átöleli, míg Simon beadja a gyerekeknek a tablettákat. A fiúk italokat kérnek a tabletták bevételéhez, így Simon szénsavas italokat hoz nekik. Közben James nyomást gyakorol Sophie-ra a tabletták bevétele érdekében, mondván, ő csak akkor veszi be, ha ő is, végül beveszik mindketten. Bella megpróbálja felébreszteni Alexet a tabletta bevételére; ráveszi, hogy vegye be, miközben teljesen részeg, de Alex felébred, és kihányja azokat. Bella azt mondja neki, öt percük van, és amíg a konyhában táncolnak, Bella a figyelemelterelést kihasználva leszúrja Alexet. Nem sokkal később mindketten meghalnak. Tony, Kitty és Sandra egy ágyban fekve várják a halált, amikor Kittynek eszébe jut a babája és elszalad érte, míg Sandra ismét könyörög neki egy ölelésért. Amint Kitty visszatér, látja a szüleit holtan, és közéjük mászik, végül megöleli Sandrát. Nell észreveszi, ahogy Artnak bevérzett a szeme, az orra és a füle. Rémülten az egész család gyorsan beveszik a gyógyszereiket, és Art mellé fekszenek.
Másnap reggel kiderül, hogy mindenki meghalt. Az utolsó felvétel Artra fókuszál, aki hirtelen kinyitja a szemét.

## Szereplők
| Szerep                                   | Színész               | Magyar hang           |
| ---------------------------------------- | --------------------- | --------------------- |
| Nell, az összejövetel házigazdája        | Keira Knightley       | Sipos Eszter Anna     |
| Simon, Nell férje                        | Matthew Goode         | Dányi Krisztián       |
| Artur (Art), Nell és Simon idősebbik fia | Roman Griffin Davis   | Holló-Zsadányi Norman |
| Hardy és Thomas, Nell és Simon ikerfiai  | Hardy David           | Rostás Ábel           |
| Hardy és Thomas, Nell és Simon ikerfiai  | Gilby Griffin Davis   | Tóth Csanád           |
| Sandra, Nell testvére                    | Annabelle Wallis      | Zsigmond Tamara       |
| Tony, Sandra férje                       | Rufus Jones           | Dózsa Zoltán          |
| Kitty, Sandra és Tony lánya              | Davida McKenzie       | Rácz Hajna            |
| James, Nell és Sandra gyerekkori barátja | Sope Dirisu           | Papp Dániel           |
| Sophie, James felesége                   | Lily-Rose Depp        | Kelemen Kata          |
| Alex                                     | Kirby Howell-Baptiste | Nádasi Veronika       |
| Bella, Alex felesége                     | Lucy Punch            | Haffner Anikó         |

### Magyar változat
- Magyar szöveg: Faludi Katalin
- Hangmérnök és vágó: Darvas Bence és Hegyessy Ákos
- Gyártásvezető: Boskó Andrea
- Szinkronrendező: Berzsenyi Zoltán
- Produkciós vezető: Legény Judit

A szinkront a Laborfilm Szinkronstúdió készítette el.

## A film készítése
2020 januárjában jelentették be, hogy Camille Griffin debütál a filmmel, a főszerepekben pedig Keira Knightley, Roman Griffin Davis, Matthew Goode és Annabelle Wallis lesz látható. Lily-Rose Depp, Kirby Howell-Baptiste, Davida McKenzie, Rufus Jones, Sope Dirisu és Lucy Punch a következő hónapban csatlakoztak a stábhoz, a forgatás február 17-én kezdődött.
A film zenéjét Lorne Balfe szerezte.

## Bemutató
Világpremierje 2021. szeptember 16-án volt a Torontói Nemzetközi Filmfesztiválon. Ezt követően az RLJE Films és az AMC+ megszerezte a film amerikai forgalmazási jogait. Az Egyesült Királyságban és az Amerikai Egyesült Államokban 2021. december 3-án jelent meg.

## Fogadtatás
A Rotten Tomatoes weboldalon 65-os értékelést kapott 110 kritika alapján, az átlagos értékelése 6,2 pont a 10-ből. Az oldal kritikai konszenzusa szerint: „Ezekkel a karakterekkel időt tölteni sok lehet, de a Csendes éj csodálatra méltó magabiztossággal tekint a mélységbe.” A Metacritic oldalán 22 kritika alapján 52 pontot kapott a 100-ból, ami „vegyes vagy átlagos értékelést” eredményezett.